# Roggia Provaglia
La Roggia Provaglia è una roggia che irriga la campagna della Bassa Bresciana occidentale.

## Percorso

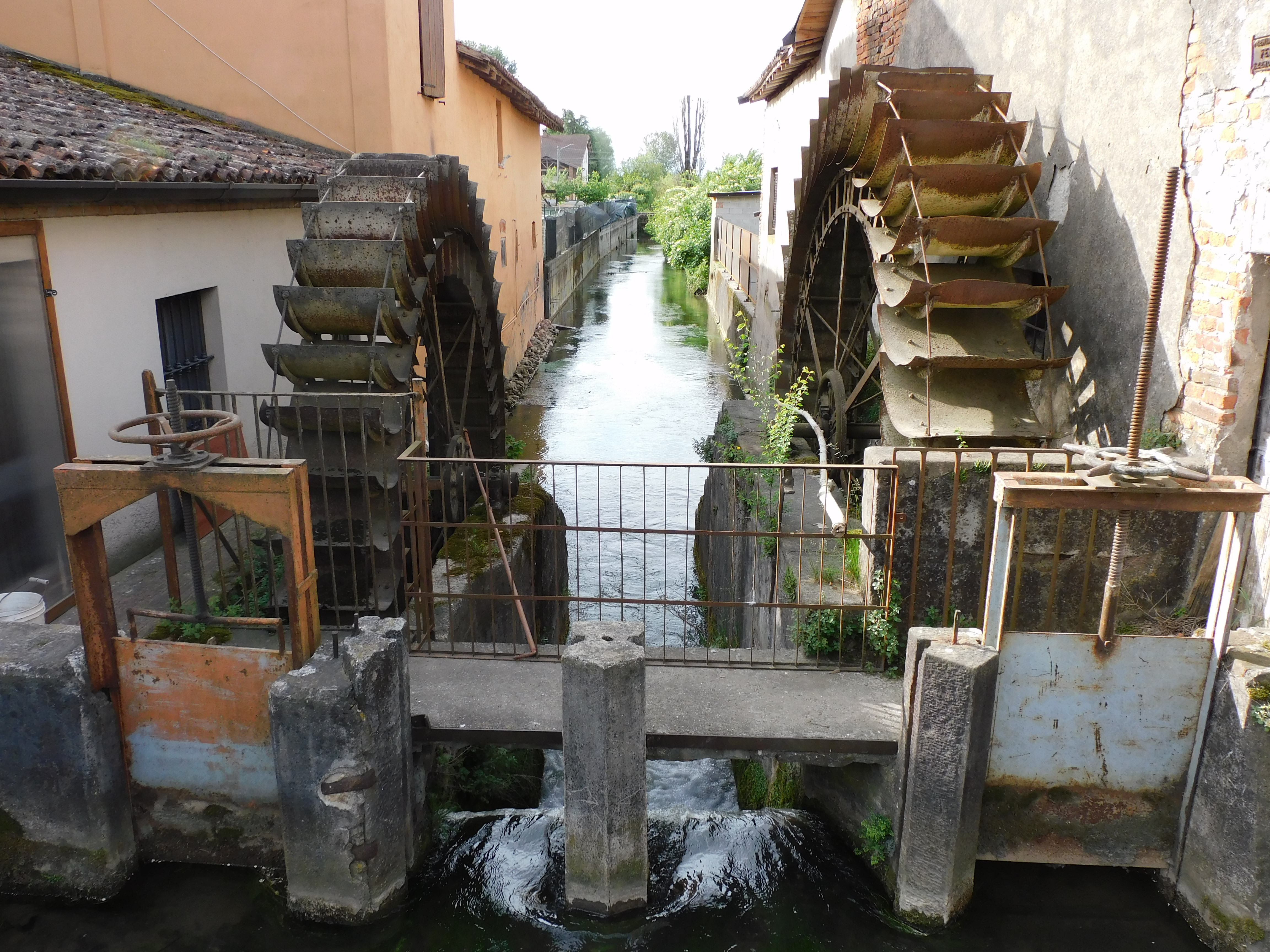
Le ruote del mulino di Meano

Nasce presso un fontanile nella campagna compresa fra Cossirano e Pompiano, in territorio di Corzano, per poi dirigersi verso quest'ultimo comune. In prossimità della soppressa fermata della ferrovia Cremona-Iseo, riceve in sponda sinistra le acque del vaso Fiumazzo. La roggia scavalca quindi la seriola Conta Griffa in prossimità della strada orceana.
Proseguendo in direzione sud-est, giunge a Meano, dove alimentava un mulino, per poi dirigersi a sud in direzione di San Paolo, attraversando le campagne di Pompiano e Barbariga e sottopassando la strada lenese.
Aggirato a settentrione il paese di San Paolo, la roggia affianca per qualche chilometro la strada provinciale IX quinzenese per poi scostarsi e dirigersi a est in direzione di Verolavecchia il cui abitato viene lambito a ovest.
A sud della cascina Molesine, in territorio di Verolavecchia, la roggia alimenta in sponda sinistra la Ugona, per poi sovrappassare con un ponte-canale la Arrivabene in prossimità del confine territoriale con Quinzano d'Oglio.
In prossimità della cascina Fenile Bruciato, la roggia si divide in due rami:
- il primo scorre nella campagna a occidente di Monticelli d'Oglio, costituendo per un certo tratto il confine con Quinzano[5];
- il secondo si dirige verso la località delle Malgherosse, irrigando la campagna a sud di quest'ultima[4].

Il  primo ramo, scorrendo nella campagna a est della Cascina Falivera, alimenta in sponda sinistra la roggia Mulino per poi dividersi in altri rivoli che si gettano nel fiume Oglio. 
Il secondo ramo termina il suo percorso nei pressi della località Fenile di Pomi, gettando le sue acque nella roggia Mulino, poche centinaia di metri prima che quest'ultima sfoci nell'Oglio.